# Ютта Лау
Ютта Лау (нім. Jutta Lau, 28 вересня 1955) — східнонімецька академічна веслувальниця.
Олімпійська чемпіонка 1976 (парні четвірки зі стерновою), 1980 (парні четвірки зі стерновою) років.
Чемпіонка світу 1974, 1975, 1979 років у складі парної четвірки зі стерновою.